# Parkesia
Parkesia é um gênero de aves da família Parulidae.

## Espécies
As seguintes espécies são reconhecidas:
- Parkesia motacilla (Vieillot, 1809)
- Parkesia noveboracensis (Gmelin,JF, 1789)